# Mapy.com
Mapy.com (do marca 2025 Mapy.cz) – czeski serwis internetowy oraz darmowe aplikacje umożliwiające korzystanie z map webowych. Ich właścicielem jest czeski portal Seznam.cz. Projekt został zapoczątkowany pod koniec XX wieku, niedługo po powstaniu samej firmy Seznam.cz (w tamtym czasie zawierał jednak wyłącznie mapę Republiki Czeskiej oraz plany wybranych czeskich miast).
Oprócz planów miast i mapy topograficznej Mapy.cz zawierają również szlaki turystyczne. Usługa swoim zasięgiem wykracza poza terytorium Czech, oferowane przez nią mapy obejmują cały obszar Europy. Wśród funkcji aplikacji znajduje się planowanie trasy samochodem, komunikacją miejską, rowerem, pieszo i innymi drogami. 
Od początku 2025 r. wprowadzona została płatna wersja Premium, która pomijając mało istotne nowości zachowała dotychczasowe możliwości serwisu. Wersja bezpłatna w kluczowej funkcjonalności, tj. map offline, została ograniczona do zapamiętania map tylko jednego kraju. 

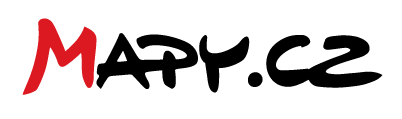
Stare logo portalu mapowego
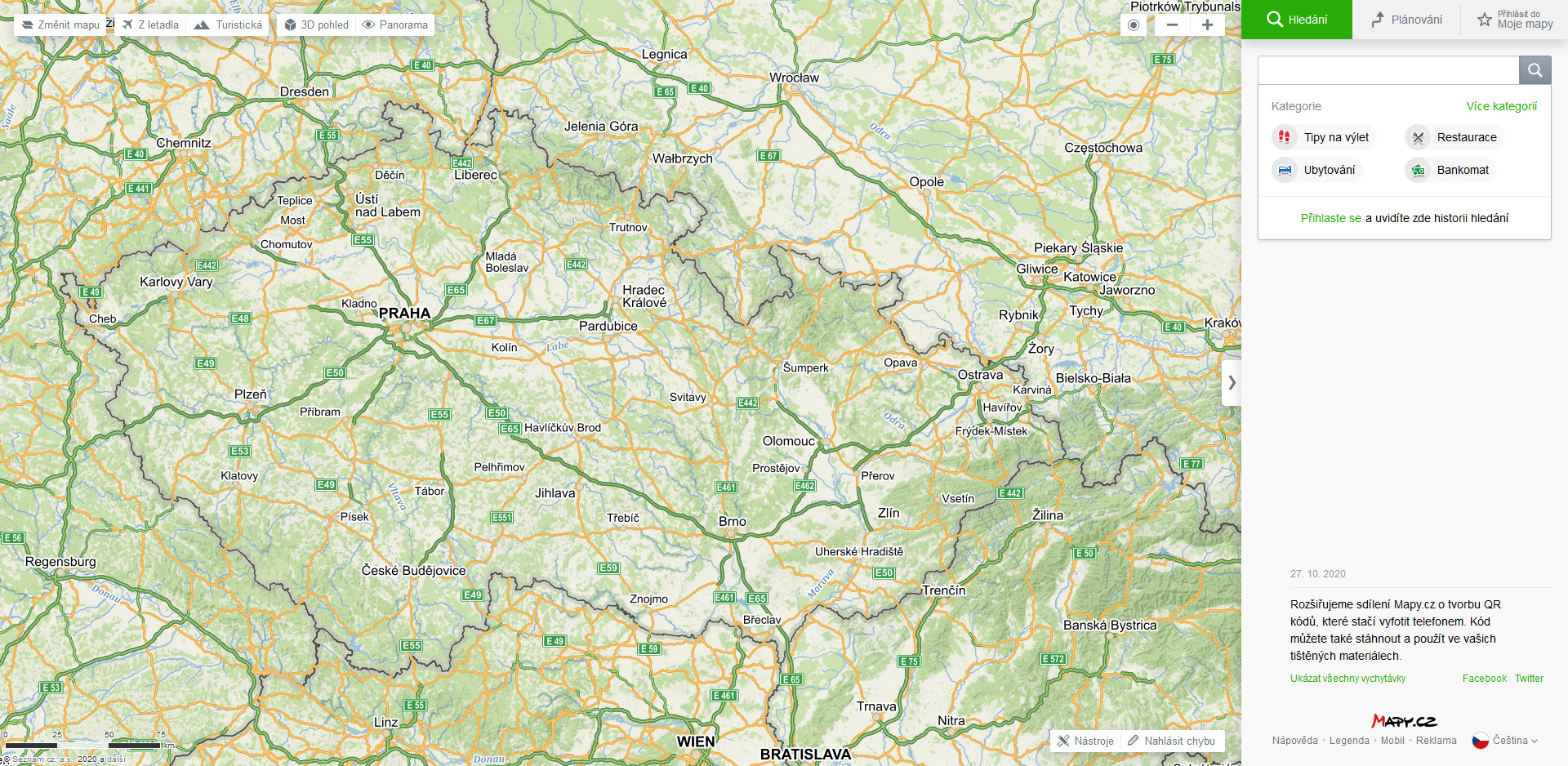
Design portalu mapowego (grudzień 2020)